# Player Tour
 (juin 2015).
Si vous disposez d'ouvrages ou d'articles de référence ou si vous connaissez des sites web de qualité traitant du thème abordé ici, merci de compléter l'article en donnant les références utiles à sa vérifiabilité et en les liant à la section « Notes et références ».
Tournées par M. Pokora
Catch Me Tour
(2008)
Player Tour est le nom de la tournée 2006-2007 de M. Pokora qui comporte 36 concerts.

## Ordre des chansons
1. Intro
2. Showbiz
3. Player
4. Oh la la la (Sexy Miss)
5. Pas Sans Toi
6. Celle
7. Cynthia
8. Cette fille
9. Vie de Star
10. Ce soir je lui dis tout
11. It's Alright
12. Elle me contrôle
13. Mal de guerre
14. De retour

## Dates et lieux des concerts
| Date              | Ville            | Pays     | Lieu                             |
| ----------------- | ---------------- | -------- | -------------------------------- |
| 6 mai 2006        | Évry             | France   | Arènes de l'Agora                |
| 7 mai 2006        | Niort            | France   | Foire Expo                       |
| 12 mai 2006       | Strasbourg       | France   | Rhenus                           |
| 13 mai 2006       | Nancy            | France   | Zénith de Nancy                  |
| 14 mai 2006       | Dijon            | France   | Zénith de Dijon                  |
| 16 mai 2006       | Clermont-Ferrand | France   | Zénith d'Auvergne                |
| 18 mai 2006       | Lyon             | France   | Halle Tony Garnier               |
| 21 mai 2006       | Paris            | France   | Olympia                          |
| 23 mai 2006       | Caen             | France   | Zénith de Caen                   |
| 24 mai 2006       | Rouen            | France   | Zénith de Rouen                  |
| 26 mai 2006       | Lille            | France   | Zénith de Lille                  |
| 28 mai 2006       | Paris            | France   | Zénith de Paris                  |
| 30 mai 2006       | Le Mans          | France   | Antarès                          |
| 31 mai 2006       | Orléans          | France   | Zénith d'Orléans                 |
| 3 juin 2006       | Bruxelles        | Belgique | Forest National                  |
| 4 juin 2006       | Beauvais         | France   | Elispace                         |
| 10 juin 2006      | Metz             | France   | Arènes                           |
| 3 juillet 2006    | Berck            | France   | Bois Magnier                     |
| 22 juillet 2006   | Vienne           | France   | Théâtre antique de Vienne        |
| 6 août 2006       | Fréjus           | France   | Rabah                            |
| 11 août 2006      | Orange           | France   | Théâtre antique d'Orange         |
| 7 octobre 2006    | Paris            | France   | Zénith de Paris                  |
| 20 octobre 2006   | Bordeaux         | France   | Patinoire de Mériadeck           |
| 21 octobre 2006   | Pau              | France   | Zénith de Pau                    |
| 22 octobre 2006   | Toulouse         | France   | Zénith de Toulouse               |
| 4 novembre 2006   | Rennes           | France   | Musikhall                        |
| 7 novembre 2006   | Angers           | France   | Amphithéâtre                     |
| 8 novembre 2006   | Nantes           | France   | Trocadière                       |
| 1er décembre 2006 | Genève           | Suisse   | Aréna                            |
| 2 décembre 2006   | Chalon-sur-Saône | France   | Parc Expo                        |
| 10 décembre 2006  | Calais           | France   | Salle Calypso                    |
| 12 décembre 2006  | Montpellier      | France   | Zénith Sud                       |
| 13 décembre 2006  | Marseille        | France   | Le Dôme                          |
| 16 décembre 2006  | Toulon           | France   | Zenith Omega                     |
| 17 décembre 2006  | Nice             | France   | Palais Nikaia                    |
| 13 janvier 2007   | Paris            | France   | Palais omnisports de Paris-Bercy |